# Resli, il piccolo bracciante
Resli, il piccolo bracciante (Resli, der Güterbub) è un romanzo del 1891 di Franz Eugen Schlachter. È la storia del povero svizzero mandato a servizio da piccino e trattato come uno schiavo Andreas Balli, detto «Resli», proveniente dalla zona circostante la città di Berna.

## Storia editoriale
Franz Eugen Schlachter (pastore evangelico, scrittore e traduttore della Bibbia) basò la storia sul resoconto fatto dallo stesso Resli. Schlachter pubblicò inizialmente la storia sul suo giornale «Brosamen von des Herrn Tisch» ("Briciole dalla tavola del Signore") come romanzo d'appendice. Dopo la conclusione della storia sul giornale, la stessa apparve nel 1891 come libriccino edito dalla casa editrice delle «Briciole» di Schlachter a Biel (la seconda città per grandezza del Cantone di Berna). La seconda edizione, del 1893, apparve ad opera di Wyss a Berna. Nel 1936 (con seconda edizione nel 1949) il libretto venne pubblicato ancora dalla Casa Editrice S. Giovanni di Lahr-Dinglingen (città situata nel Land tedesco del Baden-Württemberg). Nel 2004 apparve una nuova edizione ad opera della casa editrice propria della Comunità libera dei fratelli ad Albstadt (città tedesca a metà strada fra Stoccarda e il Lago di Costanza).

## Trama
Si narra il triste destino di Resli, di come la madre, per ragioni finanziarie e per la cattiveria del patrigno, lo diede a servizio insieme alle sorelle. All'inizio egli trovò un padrone buono, credente. Poi sperimentò, tuttavia, tempi duri e deve soffrire sotto padroni cattivi. A causa di una ferita non curata, giunse ad un passo dalla morte. I bambini all'epoca non avevano alcun valore e, ad esempio, non venivano neppure chiamati col loro nome proprio; al contrario, ragazzi venivano chiamati genericamente «Bueb» (ragazzo).
Tramite la Evangelische Gesellschaft (comunità evangelica molto attiva sorta all'interno della Chiesa Riformata) del Cantone di Berna, Resli venne successivamente in contatto col Risveglio spirituale dell'epoca promosso dal predicatore Karl Stettler-von Rodt, nell'anno 1831 e trovò la fede. A questo punto l'opera rivela un giovane che, nonostante privazioni e miseria, percorre fedelmente la via della fede.
La narrazione si conclude col matrimonio di Resli, dopo essere riuscito a riscattarsi dagli obblighi del servizio al suo padrone, condizione che gli permise di sposarsi.

## Edizioni
- Franz Eugen Schlachter, Resli, il piccolo bracciante, Storia di un giovane bernese, Eigenverlag Freie Brüdergemeinde, Albstadt 2004 (online=PDF, 1 MB, 50 Seiten)/ Verlag der Brosamen, Biel 1891), St.-Johannis-Druckerei, Lahr 1936 (2. Auflage 1949).